# 208996 아클리스

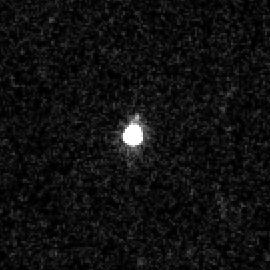

(208996) 아클리스(영어: 208996 Achlys; 임시 명칭 : 2003 AZ84)는 카이퍼대에 위치한, 자연 위성이 있는 해왕성 바깥 행성이다. 길쭉한 모양을 하고 있어 가장 긴 축의 길이는 약 940km이다. 가장 큰 구성원인 명왕성의 이름을 딴 소행성 그룹인 명왕성족에 속하며 카이퍼대에서 해왕성과 2:3 공명 궤도를 돌고 있다.  2003 AZ84는 태양을 평균 39.4 천문단위 (AU) 거리에서 공전하며 247년 만에 완전한 궤도를 완성한다. 

## 위성
허블 우주 망원경을 이용한 관측을 통해 2003 AZ84의 위성이 발견되었다는 사실이 2007년 2월 22일 보고되었다.
1. ↑  Dias-Oliveira, A.; Sicardy, B.; Ortiz, J. L.; Braga-Ribas, F.; Leiva, R.; Vieira-Martins, R.; Benedetti-Rossi, G.; Camargo, J. I. B.; Assafin, M. (2017년 7월 1일). “Study of the Plutino Object (208996) 2003 AZ 84 from Stellar Occultations: Size, Shape, and Topographic Features”. 《The Astronomical Journal》 154 (1): 22. doi:10.3847/1538-3881/aa74e9. ISSN 0004-6256.
2. ↑  “Orbit and Astrometry for 208996”. 2024년 11월 28일에 확인함.
3. ↑  Johnston, Wm. Robert; Miljković, Katarina (2014). 《Doublet Crater》. New York, NY: Springer New York. 1–5쪽. ISBN 978-1-4614-9213-9.